# الکورن استیت یونیورسیتی (میسیسیپی)
الکورن استیت یونیورسیتی (به انگلیسی: Alcorn State University) مکانی در ایالت میسیسیپی کشور ایالات متحده آمریکا است که جمعیت آن در سرشماری سال ۲۰۱۰ میلادی، ۱٬۰۱۷
نفر بوده‌است.